# 開心超人
『開心超人』（かいしんちょうじん、中国語: 开心超人、英語: Happy Heroes）は、黄偉明監督の2013年の中国のアニメーション・アドベンチャー映画。2013年6月28日に公開された。続編「開心超人2」が2014年にリリースされた。

## あらすじ
遠く離れた惑星には、開心超人（Happy-S）、甜心超人（Sweet-S）、花心超人（Smart-S）、粗心超人（Careless-S）、小心超人（Careful-S）の5人のスーパーマンが住んでいる。彼らの作成者である宅博士（Doctor H）が率いる彼らは、あらゆる脅威、特に邪悪な大大怪（Big M）と彼のアシスタントである小小怪（Little M）から地球を守る。

## 声の出演
- 鄧玉婷
- 祖晴
- 高全勝
- 劉紅韵
- 嚴彥子
- 陳明
- 金銘
- Wang Yiming
- ヤンヨランダ
- 佟大為

## レセプション
この映画は中国で3540万人民元を売り上げた。